# Live on I-5
Live on I-5 è un album dal vivo del gruppo musicale rock statunitense Soundgarden, pubblicato nel 2011.

## Descrizione
Le registrazioni del disco sono state effettuate nel 1996, durante alcuni concerti tenuti in giro per gli Stati Uniti e il Canada. Si tratta infatti di una raccolta di brani registrati durante il tour della West Coast, che ha toccato tra le altre le città di Vancouver, Seattle e Oakland.
Il titolo si riferisce alla Interstate 5, strada che attraversa proprio la costa pacifica del Nord America, la cosiddetta West Coast appunto.

## Tracce
1. Spoonman – 4:23
2. Searching with My Good Eye Closed – 4:12
3. Let Me Drown – 4:10
4. Head Down – 6:25
5. Outshined – 5:13
6. Rusty Cage – 4:13
7. Burden in My Hand – 5:02
8. Helter Skelter (cover dei The Beatles) – 2:09
9. Boot Camp – 3:16
10. Nothing to Say – 4:25
11. Slaves and Bulldozers – 9:15
12. Dusty – 4:32
13. Fell on Black Days – 4:54
14. Search and Destroy (cover dei The Stooges) – 3:09
15. Ty Cobb – 2:42
16. Black Hole Sun – 3:00
17. Jesus Christ Pose – 6:23

## Formazione
- Matt Cameron - batteria, percussioni, cori
- Chris Cornell - voce, chitarra
- Ben Shepherd - basso, cori
- Kim Thayil - chitarra